# Antoine Le Menestrel
Antoine Le Menestrel (Parigi, 13 aprile 1965) è un arrampicatore e ballerino francese.
È stato uno dei più forti arrampicatori degli anni ottanta e successivamente si è dedicato a spettacoli artistici che uniscono danza e arrampicata, detti di danse-escalade.

## Biografia
Ha iniziato ad arrampicare da piccolo facendo bouldering a Fontainebleau con i genitori e i fratelli Séverine e Marc (quest'ultimo sarebbe diventato anch'egli un noto arrampicatore). È col fratello Marc che negli anni ottanta si sposta ad arrampicare nelle falesie del sud della Francia, in particolare a Buoux dove aprirà le sue vie più famose.
Nel 1985, a Buoux, compie la prima salita di La rose et le vampire, uno dei primi 8b di Francia (insieme a Les mains sales), particolare per un ampio movimento d'incrocio su buchi e che diverrà una delle vie d'arrampicata più famose del mondo. L'anno successivo unisce la stessa via con l'8a+ La Secte creando l'8b+ Le rage de vivre.
Nel 1985 in Inghilterra sale in free solo l'8a Revelations a Raven Tor, prima realizzazione in free solo di questo grado al mondo. La via era stata aperta e salita da Jerry Moffatt l'anno precedente.
Nel 1987 compie la salita a vista di Samizdat a Cimaï, considerata la prima salita a vista della storia di un 8a.
Diviene successivamente tracciatore di vie di gare d'arrampicata, attività tramite la quale scopre l'interesse per la commistione di danza e arrampicata. Dopo alcune esperienze come ballerino e coreografo a cavallo tra anni ottanta e novanta, nel 1992 fonda la propria compagnia Lézards Bleus.
A maggio 2013 si è esibito a Torino in occasione degli eventi per i 150 anni dalla fondazione del CAI.

## Falesia
Nel seguente elenco le vie d'arrampicata più significative:

### Lavorato
- 8b+/5.14a:
  - Ravage - Chuenisberg (SUI) - 1986 - Prima salita, 8b+/c
  - Le rage de vivre - Buoux (FRA) - 1986 - Prima salita, unione di La rose et le vampire e l'8a+ La Secte.
- 8b/5.13d:
  - La rose et le vampire - Buoux (FRA) - 1985 - Prima salita